# Infurcitinea vartianae
Infurcitinea vartianae är en fjärilsart som beskrevs av Petersen 1962. Infurcitinea vartianae ingår i släktet Infurcitinea och familjen äkta malar.
Artens utbredningsområde är Spanien. Inga underarter finns listade i Catalogue of Life.